# Serapion von Alexandria (Mediziner)
Serapion von Alexandria war ein antiker griechischer Arzt. Er lebte Ende des 3. bis Anfang des 2. Jahrhunderts v. Chr.
Serapion war Nachfolger des Philinos von Kos, eines Verfechters und Anhängers der von der philosophischen Skepsis beeinflussten empirischen Ärzteschule, wobei dieser manchen (wie bereits Aulus Cornelius Celsus) als deren eigentlicher Begründer gilt. Er stellte um 200 v. Chr. strenge Regeln für medizinisch-wissenschaftliche Experimente auf. Galenos und die späteren Empiriker haben ihn sehr geschätzt.
Epileptikern empfahl er, sich den Hals mit Weinessig und den Körper mit Rosenöl einzupinseln. Als Heilmittel gegen Epilepsie empfahl er Chamäleongehirne, Hasenherzen, Schildkrötenblut, Wildschweinhoden, gegen Wahnsinn und Tetanus Einläufe.
Es wird berichtet, dass Serapion so häufig Exkremente von Krokodilen für seine Behandlungen benötigte, dass Betrüger davon Fälschungen herstellten. Die Unfruchtbarkeit bei Frauen führte er auf eine fehlerhafte Temperatur der Gebärmutter zurück.

## Schriften
- Πρὸς τὰς διαιρέσεις.
- θεραπευτικά.